# Синхай (уезд)
Синха́й (кит. упр. 兴海, пиньинь Xīnghǎi) — уезд в Хайнань-Тибетском автономном округе провинции Цинхай.

## История
Уезд был образован в 1945 году.
В 1952 году уезд Синхай был преобразован в Синхай-Тибетский автономный район (兴海藏族自治区). 6 декабря 1953 года был создан Хайнань-Тибетский автономный район (海南藏族自治区), и вновь созданный из Синхай-Тибетского автономного района уезд Синхай вошёл в его состав. 5 июня 1955 года Хайнань-Тибетский автономный район был преобразован в Хайнань-Тибетский автономный округ.
30 июля 2009 года в поселке Цзыкэтань была обнаружена вспышка лёгочной чумы.

## Административно-территориальное деление
Уезд Синхай делится на 3 посёлка и 4 волости:
- Посёлок Цзыкэтань (子科滩镇)
- Посёлок Хэця (河卡镇)
- Посёлок Цюйшэньань ({曲什安镇)
- Волость Вэньцюань (温泉乡)
- Волость Лунцзан (龙藏乡)
- Волость Чжунте (中铁乡)
- Волость Таннайхай (唐乃亥乡)

## Экономика
На реке Хуанхэ ведётся строительство ГЭС «Янцюй» установленной мощностью 1,2 млн кВт.